# Plameňák karibský
Plameňák karibský (Phoenicopterus ruber), zvaný v českém prostředí tradičně jako plameňák kubánský či plameňák americký, je velký druh plameňáka. Má mnoho společného s plameňákem růžovým a plameňákem chilským, s nimiž byl v minulosti považován za jeden druh. Jde o jediného plameňáka, jenž se přirozeně vyskytuje v Severní Americe. Tento plameňák patří ke druhům, na které se vztahuje Dohoda o ochraně africko-euroasijských stěhovavých vodních ptáků (AEWA).

## Výskyt
Plameňák karibský se vyskytuje na Galapágách, pobřeží Kolumbie, ve Venezuele a na blízkých ostrovech. Také jej lze pozorovat na Yucatánu, v části Baham, na Haiti, Kubě a rovněž na ostrovech Turks a Caicos. Někteří příslušníci tohoto druhu jsou spatřováni i na Floridě, ti však  bývají považování za „tuláky“ z Kuby.

## Popis
Tento plameňák měří 120–140 cm. Samci váží okolo 2,8 kg, samice okolo 2,2 kg. Peří je většinou růžové, což vedlo v minulosti k záměně s jinými druhy. Křídlo je červené, primární a sekundární letky jsou černé. Zobák je růžový a bílý s černou špičkou. Nohy jsou úplně růžové. Dožívá se až 40 let, což je u ptáků jedna z nejvyšších délek dožití.

## Rozmnožování
Stejně jako ostatní plameňáci i plameňák karibský snáší většinou pouze jedno křídově bílé vejce, a to v období od května do srpna. Inkubace trvá 28 až 32 dní. Oba rodiče pečují o své mládě přibližně do 6 let, kdy dosáhne pohlavní dospělosti.

## Chov v zoo
Plameňák kubánský je chován ve více než 110 evropských zoo. V rámci Česka jsou to tři zařízení:
- Zoo Liberec
- Zoo Ostrava
- Zoo Praha

### Chov v Zoo Praha
Tento druh byl dovezen do Zoo Praha v roce 1960. První jedinci pocházeli z Paříže, další byli o pět let později dovezeni z volné přírody. Někteří z těchto ptáků se dožili značně vysokého věku. Jeden ze samců uhynul ve věku 48 let (2013), samice s kódem FHF pak dokonce ještě starší dne 13. 5. 2017. Před svou smrtí byla nejdéle žijícím zvířetem v zoo (od 5. 8. 1965). Odchycena byla pravděpodobně jako dospělá, její věk tedy nebyl přesně znám. V zoo však žila skoro 52 let.
První mládě se narodilo v roce 1987, ale nebylo odchováno. První úspěšný odchov byl zaznamenán až roku 1996. Ke konci roku 2017 bylo chováno 31 jedinců.
Plameňák kubánský je k vidění v dolní části zoo v rámci expozičního celku Vodní svět a opičí ostrovy.

## Galerie

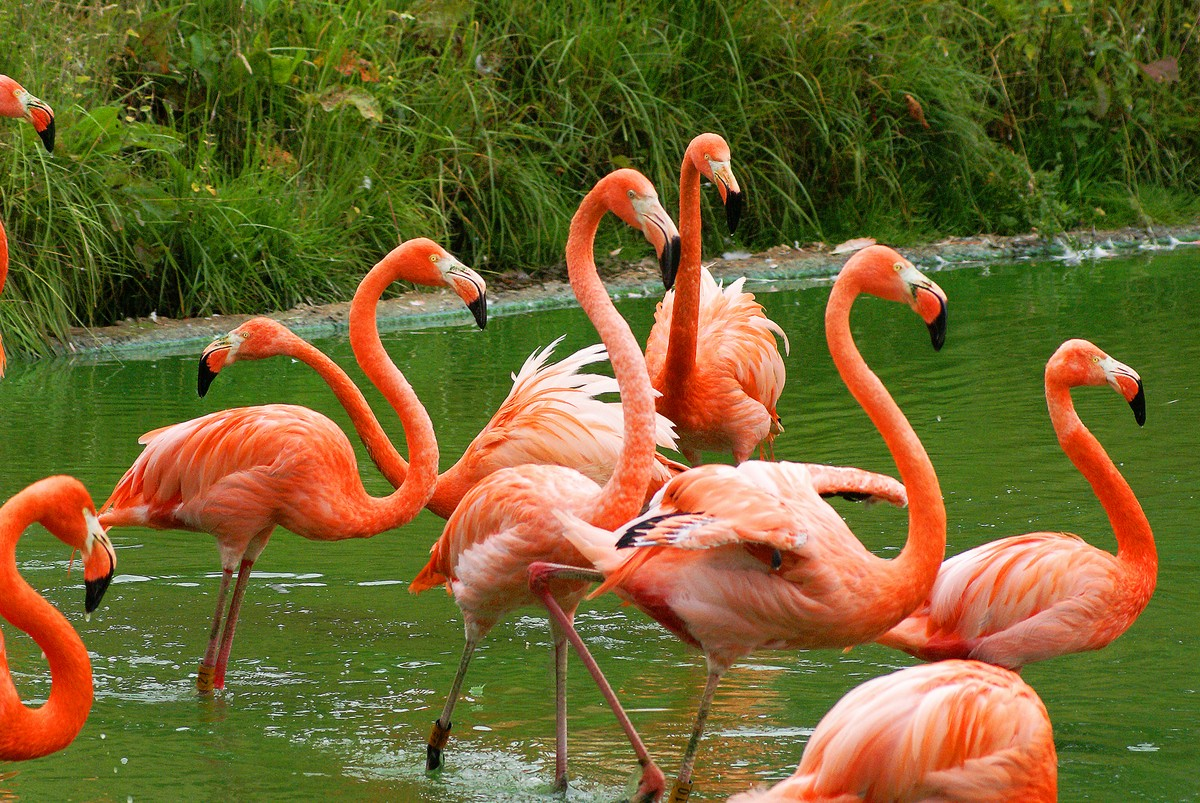
Plameňák karibský (Phoenicopterus ruber)
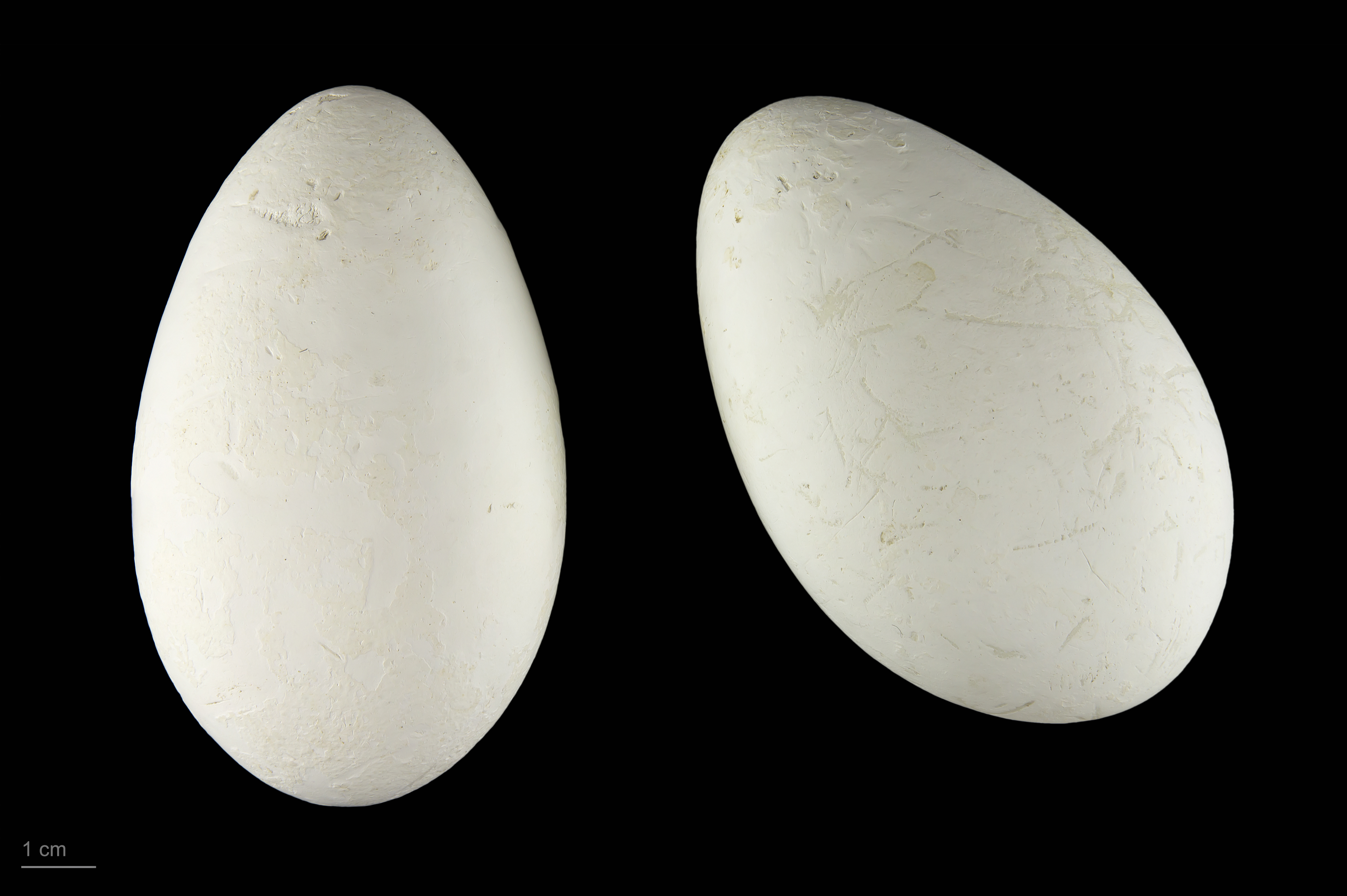
vejce Phoenicopterus ruber
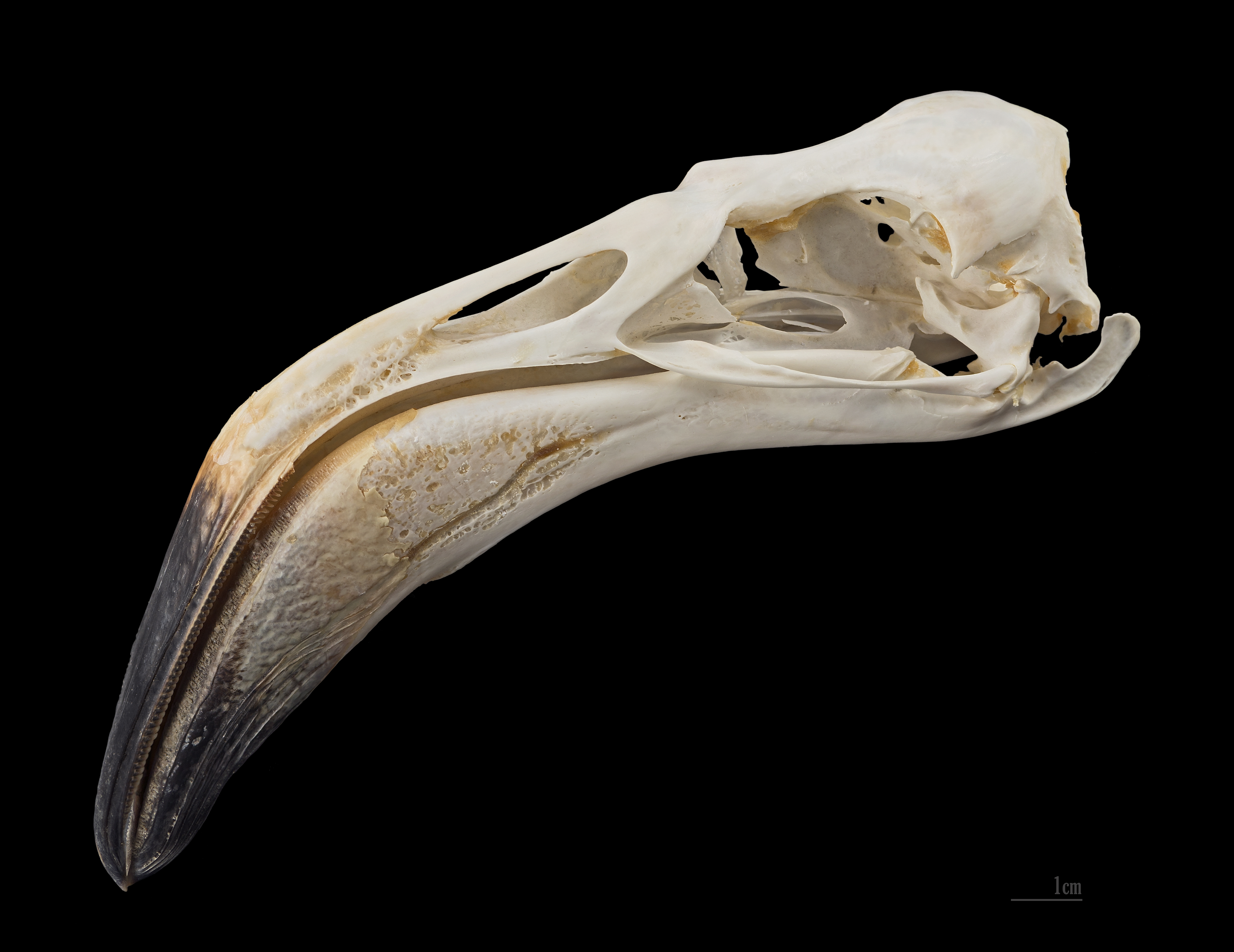
Lebka